# Grand Prix de Ouest-France 2013
Il Grand Prix de Ouest-France 2013, settantasettesima edizione della corsa e valido come ventitreesima prova dell'UCI World Tour 2013, si svolse il 1º settembre 2013 su un percorso di 243 km. Fu vinto dall'italiano Filippo Pozzato, giunto al traguardo con il tempo di 5h59'54" alla media di 40,51 km/h.
Al traguardo 133 ciclisti portarono a termine la gara.

## Squadre partecipanti
| N.      | Cod. | Squadra                 |
| ------- | ---- | ----------------------- |
| 1-8     | SKY  | Sky Procycling          |
| 11-18   | MOV  | Movistar Team           |
| 21-28   | GRS  | Garmin-Sharp            |
| 31-38   | KAT  | Katusha Team            |
| 41-48   | RLT  | RadioShack-Leopard      |
| 51-58   | OPQ  | Omega Pharma-Quickstep  |
| 61-68   | AST  | Astana Pro Team         |
| 71-78   | BMC  | BMC Racing Team         |
| 81-88   | ALM  | AG2R La Mondiale        |
| 91-98   | LAM  | Lampre-Merida           |
| 101-108 | CAN  | Cannondale Pro Cycling  |
| 111-118 | BEL  | Belkin Pro Cycling Team |

| N.      | Cod. | Squadra                    |
| ------- | ---- | -------------------------- |
| 121-128 | TST  | Team Saxo-Tinkoff          |
| 131-138 | OGE  | Orica-GreenEDGE            |
| 141-148 | LTB  | Lotto-Belisol Team         |
| 151-158 | EUS  | Euskaltel-Euskadi          |
| 161-168 | FDJ  | FDJ.fr                     |
| 171-178 | VCD  | Vacansoleil-DCM            |
| 181-188 | ARG  | Team Argos-Shimano         |
| 191-198 | EUC  | Team Europcar              |
| 201-208 | SOJ  | Sojasun                    |
| 211-218 | COF  | Cofidis, Solutions Credits |
| 221-228 | IAM  | IAM Cycling                |
| 231-238 | BSE  | Bretagne-Séché             |

## Ordine d'arrivo (Top 10)
| Pos. | Corridore         | Squadra       | Tempo    |
| ---- | ----------------- | ------------- | -------- |
| 1    | Filippo Pozzato   | Lampre-Merida | 5h59'54" |
| 2    | Giacomo Nizzolo   | RadioShack    | s.t.     |
| 3    | Samuel Dumoulin   | AG2R La Mond. | s.t.     |
| 4    | Jürgen Roelandts  | Lotto-Belisol | s.t.     |
| 5    | Daniele Bennati   | Saxo-Tinkoff  | s.t.     |
| 6    | Thor Hushovd      | BMC Racing    | s.t.     |
| 7    | Elia Viviani      | Cannondale    | s.t.     |
| 8    | Francisco Ventoso | Movistar Team | s.t.     |
| 9    | Borut Božič       | Astana        | s.t.     |
| 10   | John Degenkolb    | Argos-Shimano | s.t.     |